# Malé Trakany
Malé Trakany es un municipio situado en el distrito de Trebišov, en la región de Košice, Eslovaquia. Tiene una población estimada, a inicios de 2022, de 1087 habitantes.
Está ubicado al este de la región, en la cuenca hidrográfica del río Ondava (afluente del río Bodrog que, a su vez, lo es del Tisza), y cerca de la frontera con la región de Prešov y Hungría.

## Demografía
| Año        | 1994 | 2004     | 2014    | 2024    |
| ---------- | ---- | -------- | ------- | ------- |
| Población  | 912  | 1135     | 1116    | 1087    |
| Diferencia |      | +24,45 % | −1,67 % | −2,59 % |

| Año        | 2023 | 2024    |
| ---------- | ---- | ------- |
| Población  | 1099 | 1087    |
| Diferencia |      | −1,09 % |